# وعوع سنغالي
الوعوع السنغالي أو الذئب السنغالي (الاسم العلمي: Canis lupaster anthus)، هو نويع من الوعاوع، موطنه السنغال.